# Луг (Коми)
Луг — деревня в Княжпогостском районе Республики Коми России. Входит в состав административной территории "село Туръя с подчинённой ему территорией ". В рамках муниципального устройства входит в состав сельского поселения Туръя.

## История
Постановлением ВЦИК от 2 февраля 1925 г. селение Гучерт-Вишерский Турьинской волости Усть-Вымского уезда автономной области Коми переименовано в Луг.

## Население
| 2010 |
| ---- |
| 20   |